# Ian Glasper
Ian Glasper est un musicien, journaliste et auteur britannique. Il est notamment spécialiste de l'histoire de la scène punk rock britannique des années 1980 et 1990, sous plusieurs de ses déclinaisons : Street punk, Anarcho punk, Hardcore punk, Crust Punk, D-Beat, Thrash metal,,... 

## Biographie
Glasper a été entraîné dans la musique punk par Antz, Blondie et Squeeze en tant que jeune amateur de musique. Il a joué de la basse électrique, notamment dans les groupes punk britanniques Decadence Within et Stamping 'Ground. Avec ce dernier groupe, il a joué lors de la première partie d’Iron Maiden au festival Monsters Of Rock à Castle Donington devant 50 000 spectateurs sur la scène principale. 
Avant tout, il a créé son propre fanzine intitulé Little Things Please Little Minds au milieu des années 1980. Il a ensuite repris une chronique sur le punk hardcore dans le magazine de scène Terrorizer, avec lequel il a participé à plus de 200 numéros. En même temps, il écrivait depuis des années des critiques de son domaine musical spécial pour le magazine britannique Record Collector. Avec ces conditions de départ, il avait quelques références en tant qu’historien du punk, lorsque avait négocié avec la maison de disques Cherry Red avec son projet de livre Burning Britain. De plus, il a lancé son propre label musical en 1998, Blackfish Records, qui depuis 20 ans a sorti environ 20 sorties de CD, des rééditions, mais aussi de nouveaux albums hardcore et punk Metalcore. Pour écrire les livres, il a mis l'étiquette pour la première fois en 2003 sur la glace.
Le musicien et auteur punk est marié et père de deux enfants. Il gagne sa vie en occupant le poste de responsable de la logistique régionale d'une entreprise de transport.

### En anglais
- Burning Britain: The History of UK Punk 1980-1984. PM Press, 2004.  (ISBN 978-1-60486-748-0)
- The Day the Country Died: A History of Anarcho Punk 1980-1984. PM Press, 2014.  (ISBN 978-1-60486-516-5)
- Trapped in a Scene: UK Hardcore 1985-1989. PM Press, 2009.
- Armed with Anger: How UK Punk Survived the Nineties. Oktober 2012,  (ISBN 978-1901447729)
- Contract in Blood: A History of UK Thrash Metal Cherry Red Records, 2018.  (ISBN 978-1909454675)

### Traduit en français
- Burning Britain : Seconde vague punk britannique Rytrut, 2015.  (ISBN 978-2954644110)

## Discographie
Ian Glasper a joué de la basse dans les groupes Decadence Within, Burnside, Flux Of Pink Indians, Stampin' Ground, Suicide Watch, Betrayed By Many, Freebase et Thirty Six Strategies)